# Presidente Bernardes (Minas Gerais)
Presidente Bernardes è un comune del Brasile nello Stato del Minas Gerais, parte della mesoregione della Zona da Mata e della microregione di Viçosa.